# Ulica Brzozowa w Warszawie

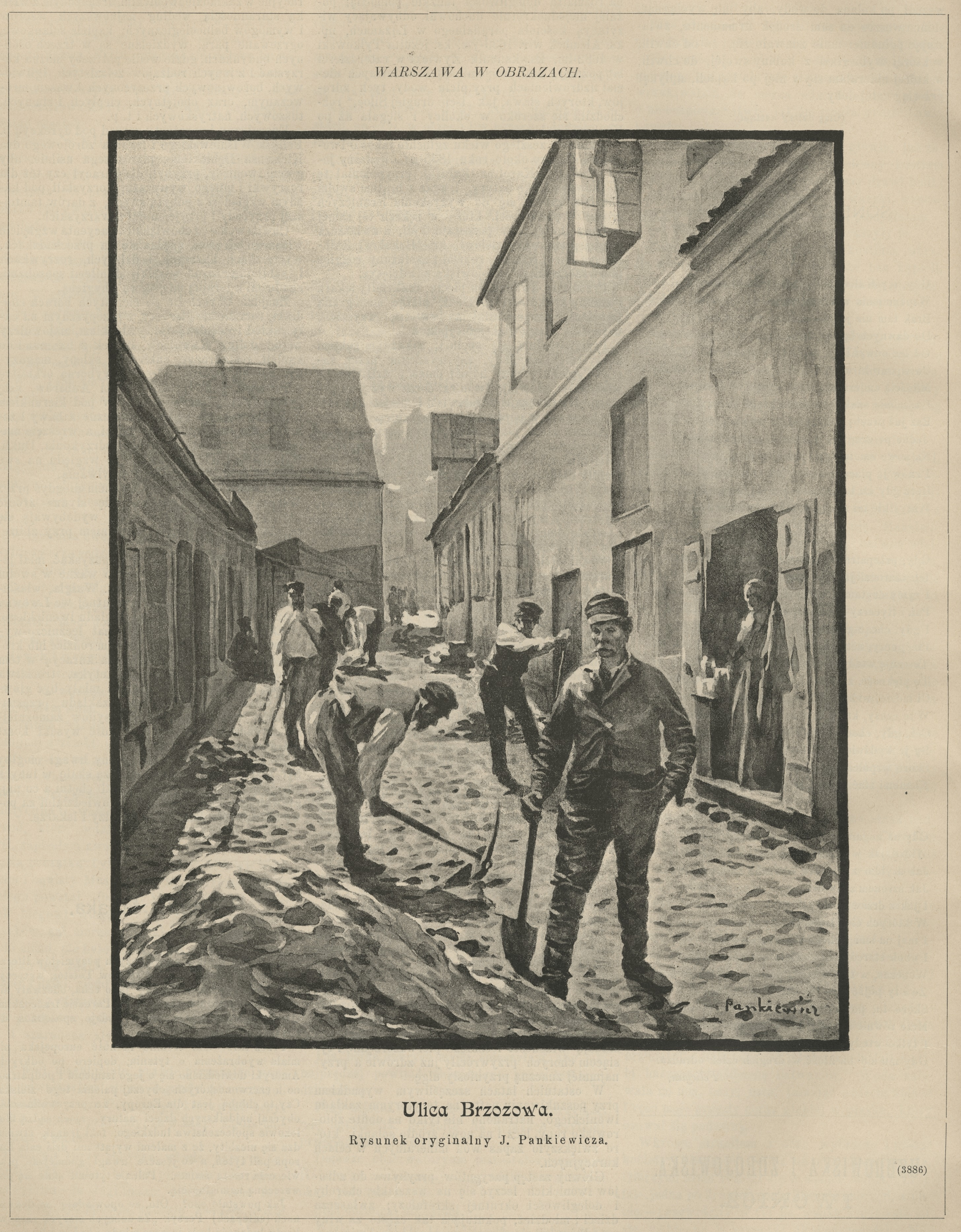
Ulica Brzozowa na rysunku Józefa Pankiewicza, 1891

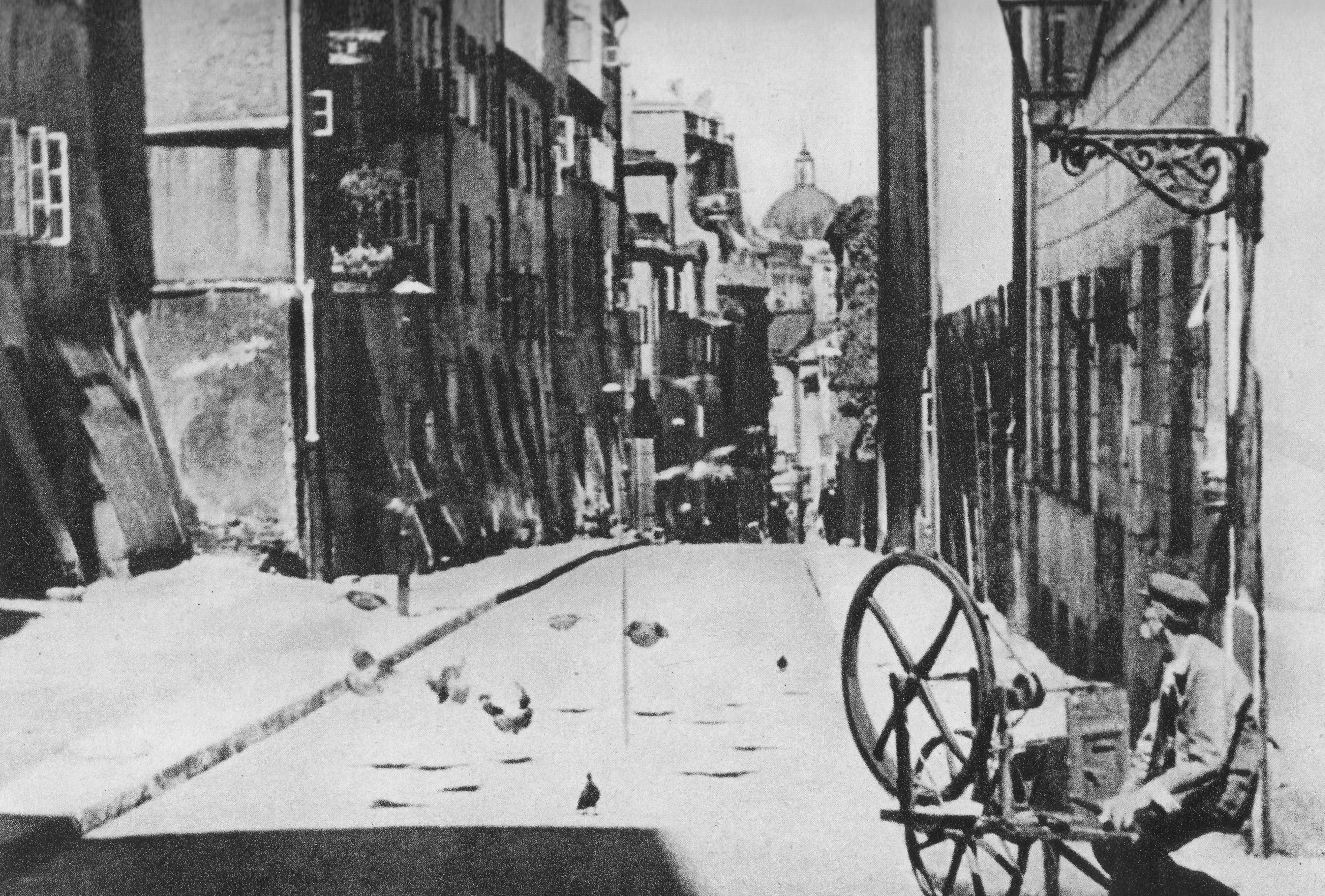
Ulica w okresie międzywojennym

Ulica Brzozowa – ulica znajdująca się na Starym Mieście w Warszawie, biegnąca od ul. Celnej do ul. Mostowej.

## Historia
Ulica Brzozowa od XV wieku jest ulicą Starej Warszawy. Nazwa, nadana oficjalnie w 1770, pochodzi od brzóz rosnących na cmentarzu szpitala św. Łazarza znajdującym się u zbiegu z Mostową. Dawniej była zwana Podwalną, ze względu na jej położenie pod murami obronnymi miasta, oraz Między Spichlerzami – od spichlerzy znajdujących się po stronie parzystej ulicy.
Z jednej strony zabudowana była oficynami kamienic rynkowych strony wschodniej. Po drugiej stronie na przełomie XVI i XVII wieku znajdowały się dworki drewniane oraz charakterystyczne dzielnice składów towarowych pełniące głównie funkcję spichlerzy do przechowywania zboża. Wznoszone były przez kupców takich jak: Baryczkowie, Gizowie, Karbowie, Strubiczowie. Ulicę zamieszkiwali rzemieślnicy oraz staromiejscy handlarze. Wiek XIX przyniósł przemiany demograficzne i architektoniczne. Domy w tym okresie były często przekształcane, zaś ich lokatorami stali się liczni Żydzi. Przy budowie stojących tam domów wykorzystano starsze relikty murów obronnych.
W związku z przesunięciem się w XVIII wieku na wschód koryta Wisły spichrze znajdujące się pomiędzy ulicami Brzozową i Bugaj nie mogły już dłużej pełnić swych gospodarczych funkcji i zostały przekształcone na budynki mieszkalne. Na przełomie XIX i XX wieku domy traciły historyczny wystrój, zaś brak regulacji dotyczących wysokości budynków sprawiał, że obok siebie stały nadbudowane, liczące pięć czy siedem kondygnacji „niebotyki“.
W 1773 roku utworzono Komisję Edukacji Narodowej. Biura komisji znajdowały się częściowo w domu przy ulicy Brzozowej, ale także w pałacu Krasińskich i w pomieszczeniach przy Bibliotece Załuskich.
W dwudziestoleciu międzywojennym przebudowano dawny spichlerz Strubiczów w dom profesorski według projektu Kazimierza Tołłoczki. W 1944 roku został zniszczony, odbudowano go w latach 1959–1962.
W roku 1923 na stokach Gnojnej góry wybudowano zespół gmachów Pocztowej Kasy Oszczędności, zaprojektowany przez Mariana Lalewicza. Gigantyczny kompleks nosił adres Brzozowa 2/4, Bugaj 3 i 5.
Okres 1939–1945 nie przyniósł przy ulicy wielkich zniszczeń, jednak podjęcie odbudowy domów dopiero w roku 1959 sprawiło, że niezabezpieczone 15 lat wypalone wcześniej obiekty nadawały się już tylko do rozbiórki i rekonstrukcji. Odbudowa nie była zbyt wierna: wprowadzono liczne zmiany w wyglądzie domów i ukształtowaniu ich fasad.
W 1965 założenie urbanistyczne ulicy zostało wpisane do rejestru zabytków.

## Ważniejsze obiekty
- Góra Gnojna – dawne wysypisko śmieci znajdujące się na końcu ulicy Celnej i Brzozowej od strony Wisły
- Jezuicka 4 – Teatr Małego Widza
- Brzozowa 5 – kamienica Bornbachów wraz z reliktami Bramy Gnojnej
- Brzozowa 6/8a − tzw. Lengrenówka, dawne mieszkanie i pracownia Zbigniewa Lengrena, część Muzeum Karykatury im. Eryka Lipińskiego[5]
- Brzozowa 11/13 – Centrum Interpretacji Zabytku
- Brzozowa 12 – dawny spichlerz Baltazara Strubicza z 1633 roku, później kamienica. Przebudowana po raz kolejny przez Kazimierza Tołłoczkę w roku 1921 dla Kooperatywy Profesorów Uniwersytetu Warszawskiego. Mieszkali tu m.in. Edmund Bursche, Piotr Chojnacki, Tadeusz Kotarbiński, Roman Kozłowski, Stanisław Lencewicz, Kazimierz Michałowski, Zygmunt Radliński, Stanisław Schayer, Witold Stefański, Władysław Witwicki i Ananiasz Zajączkowski[6]. Nad wejściem zachowana tablica fundacyjna z roku 1637 z herbami Brochwicz i Doliwa, należącymi do Baltazara Strubicza i jego żony.